# Kardynałowie z nominacji Sykstusa IV

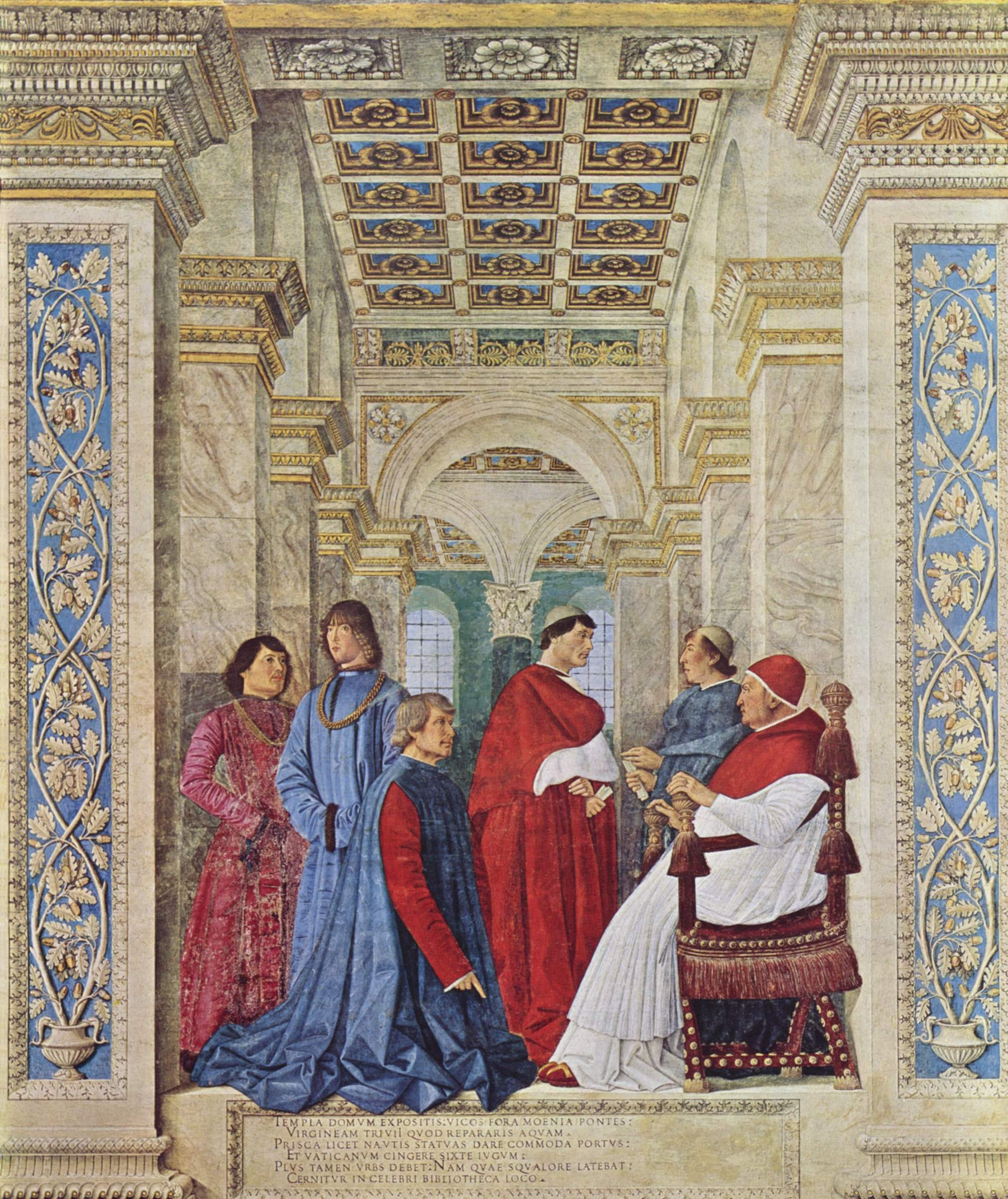
Sykstus IV mianuje Bartolomea Platinę prefektem Biblioteki Watykańskiej, obraz Melozzo da Forlì. Najbliżej papieża stoją jego kardynałowie Raffaele Sansoni Riario (na obrazie jeszcze przed nominacją) oraz Giuliano della Rovere

W ciągu 13 lat pontyfikatu Sykstus IV mianował 34 kardynałów na ośmiu konsystorzach, przy czym większość tych nominacji była podyktowana względami politycznymi lub rodzinnymi. Wśród tych 34 kardynałów było sześciu krewnych papieża, czternastu duchownych rekomendowanych przez europejskich monarchów (tzw. kardynałowie koron), pięciu rekomendowanych przez władców księstw i republik włoskich oraz pięciu przedstawicieli rzymskiej arystokracji (rodziny Orsini, Savelli, Colonna, Conti). Zaledwie czterech nominatów Sykstusa IV otrzymało kapelusz kardynalski za pracę w służbie Kościoła (Cibo, Nardini, Venier i Schiaffinati), ale z wyjątkiem Nardiniego byli to urzędnicy a nie duszpasterze.
Sykstus IV zatwierdził trzy nominacje dokonane in pectore jeszcze przez Pawła II, które nie zostały opublikowane przed jego śmiercią.
Wśród nominatów Syktusa IV było dwóch przyszłych papieży: Innocenty VIII (1484-92) i Juliusz II (1503-13).
Sykstus IV zapoczątkował praktykę podnoszenia diakonii kardynalskich pro hac vice do rangi kościołów prezbiterialnych i nadawania ich kardynałom prezbiterom jako ich główne kościoły tytularne. 17 maja 1473 aż czterech kardynałów prezbiterów mianowanych dziesięć dni wcześniej otrzymało diakonie jako kościoły tytularne. Podobne przypadki powtórzyły się 12 grudnia 1477 (dwóch kardynałów), 14 stycznia 1480 (promocja kardynała Giovanniego d’Aragony do rangi kardynała prezbitera z zachowaniem dotychczasowej diakonii) oraz dwukrotnie w ciągu roku 1483.
Sykstus IV był też pierwszym od kilkuset lat papieżem, który wyniósł nowy kościół do rangi kościoła tytularnego dla kardynałów prezbiterów. 12 grudnia 1477 mianowany dwa dni wcześniej kardynał Pietro Foscari otrzymał jako kościół tytularny parafię S. Nicola inter Imagines, która nigdy wcześniej nie miała takiego statusu.

## Konsystorz 16 grudnia 1471
Kościoły tytularne nadano 22 grudnia 1471.
1. Pietro Riario OFM, siostrzeniec papieża, biskup Treviso – kardynał prezbiter S. Sisto, zm. 5 stycznia 1474
2. Giuliano della Rovere, bratanek papieża, biskup Carpentras – kardynał prezbiter S. Pietro in Vincoli, następnie kardynał biskup Sabiny (19 kwietnia 1479), kardynał biskup Ostia e Velletri (31 stycznia 1483), od 1 listopada 1503 papież Juliusz II, zm. 21 lutego 1513

## Konsystorz 7 maja 1473
Kościoły tytularne przyznane 17 maja 1473.
1. Philippe de Levis[1], arcybiskup Arles – kardynał prezbiter Ss. Marcellino e Pietro, zm. 4 listopada 1475
2. Stefano Nardini, arcybiskup Mediolanu – kardynał prezbiter S. Adriano[2], następnie kardynał prezbiter S. Maria in Trastevere (12 listopada 1476), zm. 22 października 1484
3. Ausias Despuig, arcybiskup Monreale, wicekamerling i gubernator Rzymu, ambasador królestwa Aragonii[3] – kardynał prezbiter S. Vitale, następnie kardynał prezbiter S. Sabina (12 grudnia 1477), zm. 3 września 1483
4. Pedro González de Mendoza, biskup Sigüenzy, kanclerz królestwa Kastylii[4] – kardynał prezbiter S. Maria in Domnica[2], następnie kardynał prezbiter S. Croce in Gerusalemme (6 lipca 1478), zm. 11 stycznia 1495
5. Antonio Giacopo Venier, biskup Cuenci – kardynał prezbiter Ss. Vito e Modesto[2], następnie kardynał prezbiter S. Clemente (sierpień 1476), zm. 3 sierpnia 1479
6. Giovanni Battista Cibo, biskup Molfetty i datariusz papieski – kardynał prezbiter S. Balbina, następnie kardynał prezbiter S. Cecilia (ok. 1474), od 29 sierpnia 1484 papież Innocenty VIII, zm. 25 lipca 1492
7. Giovanni Arcimboldi, biskup Novary, ambasador księstwa Mediolanu[5] – kardynał prezbiter Ss. Nereo ed Achilleo, następnie kardynał prezbiter S. Prassede (1474), zm. 2 października 1488
8. Philibert Hugonet[6], biskup Mâcon – kardynał prezbiter S. Lucia in Silice[2], następnie kardynał prezbiter Ss. Giovanni e Paolo (17 sierpnia 1477), zm. 11 września 1484

## Konsystorz 18 grudnia 1476
1. Jorge da Costa, arcybiskup Lizbony, pierwszy minister królestwa Portugalii[7] – kardynał prezbiter Ss. Marcellino e Pietro (tytuł nadany 15 stycznia 1477), następnie kardynał prezbiter S. Maria in Trastevere (8 listopada 1484), kardynał biskup Albano (10 października 1491), kardynał biskup Tusculum (14 maja 1501), kardynał biskup Porto e Santa Rufina (10 kwietnia 1503), zm. 18 września 1508
2. Charles de Bourbon[8], arcybiskup Lyonu – kardynał prezbiter Ss. Silvestro e Martino (tytuł nadany 15 stycznia 1477), zm. 17 września 1488
3. Pedro Ferris[3], biskup Tarazony – kardynał prezbiter S. Sisto (tytuł nadany 30 grudnia 1476), zm. 25 września 1478
4. Giovanni Battista Mellini[9], biskup Urbino – kardynał prezbiter Ss. Nereo ed Achilleo (tytuł nadany 30 grudnia 1476), zm. 24 lipca 1478
5. Pierre de Foix[10], biskup Vannes i Aire – kardynał diakon Ss. Cosma e Damiano (tytuł nadany 15 stycznia 1477), zm. 10 sierpnia 1490

## Konsystorz 10 grudnia 1477
Kościoły tytularne zostały nadane 12 grudnia 1477.
1. Cristoforo della Rovere, krewny papieża, arcybiskup Tarentaise i gubernator Zamku św. Anioła – kardynał prezbiter S. Vitale, zm. 1 lutego 1478
2. Girolamo Basso della Rovere, bratanek papieża, biskup Recanati – kardynał prezbiter S. Balbina, następnie kardynał prezbiter S. Crisogono (17 września 1479), kardynał biskup Palestriny (31 sierpnia 1492), kardynał biskup Sabiny (29 listopada 1503), zm. 1 września 1507
3. Georg Hesler, protonotariusz apostolski, kanclerz cesarza Fryderyka III[11] – kardynał prezbiter S. Lucia in Silice[2], zm. 21 września 1482
4. Gabriele Rangone OFM[12], biskup Eger – kardynał prezbiter Ss. Sergio e Bacco[2], zm. 27 września 1486
5. Pietro Foscari[13][14], protonotariusz apostolski, primicerius katedry S. Marco w Wenecji – kardynał prezbiter S. Nicola inter Imagines[15], zm. 11 sierpnia 1485
6. Giovanni d’Aragona[16], syn króla Neapolu Ferdynanda I, administrator Tarentu, biskup Cava – kardynał diakon S. Adriano, następnie kardynał prezbiter S. Adriano[2] (14 stycznia 1480), kardynał prezbiter S. Sabina (10 września 1483), zm. 17 października 1485
7. Raffaele Sansoni Riario, krewny papieża, protonotariusz apostolski – kardynał diakon S. Giorgio in Velabro, następnie kardynał biskup Albano (29 listopada 1503), kardynał biskup Sabiny (9 września 1507), kardynał biskup Porto e Santa Rufina (22 września 1508) i kardynał biskup Ostia e Velletri (20 stycznia 1511), zm. 9 lipca 1521

## Konsystorz 10 lutego 1478
1. Domenico della Rovere, krewny papieża[17], gubernator Zamku św. Anioła, subdiakon apostolski – kardynał prezbiter S. Vitale, następnie kardynał prezbiter S. Clemente (13 sierpnia 1479), zm. 22 kwietnia 1501

## Konsystorz 15 maja 1480
1. Paolo Fregoso, arcybiskup Genui[18] – kardynał prezbiter S. Anastasia, następnie kardynał prezbiter S. Sisto (23 marca 1489), zm. 22 marca 1498
2. Cosma Orsini OSB, arcybiskup Trani – kardynał prezbiter S. Sisto, następnie kardynał prezbiter Ss. Nereo ed Achilleo (1480), zm. 21 listopada 1481
3. Ferry de Clugny[19][14], biskup Tournai – kardynał prezbiter S. Vitale, następnie kardynał prezbiter S. Maria in Dominica[2] (1483), zm. 7 października 1483
4. Giovanni Battista Savelli, protonotariusz apostolski[14] – kardynał diakon Ss. Vito e Modesto, następnie kardynał diakon S. Nicola in Carcere (luty 1481[20]), zm. 18 września 1498
5. Giovanni Colonna, protonotariusz apostolski – kardynał diakon S. Maria in Aquiro, zm. 26 września 1508

## Konsystorz 15 listopada 1483
1. Giovanni Conti, arcybiskup Conzy – kardynał prezbiter Ss. Nereo ed Achilleo, następnie kardynał prezbiter S. Vitale (styczeń 1484), zm. 20 października 1493
2. Hélie de Bourdeilles OFM[21], arcybiskup Tours, spowiednik króla Ludwika XI – kardynał prezbiter S. Lucia in Silice[2], zm. 5 lipca 1484
3. Juan Margarit, biskup Gerony, kanclerz królestwa Aragonii[22] – kardynał prezbiter S. Vitale, następnie kardynał prezbiter S. Balbina (styczeń 1484), zm. 21 listopada 1484
4. Giovanni Giacomo Schiaffinati, biskup Parmy, sekretarz Kolegium Kardynałów i prefekt Zamku św. Anioła – kardynał prezbiter S. Stefano al Monte Celio, zm. 9 grudnia 1497
5. Giovanni Battista Orsini[23], protonotariusz apostolski – kardynał diakon S. Maria in Domnica, następnie kardynał diakon S. Maria Nuova (ok. 1491), kardynał prezbiter Ss. Giovanni e Paolo (27 lutego 1493), zm. 22 lutego 1503

## Konsystorz 17 marca 1484
1. Ascanio Sforza[24], stryj księcia Mediolanu Gian Galeazzo II Sforzy, administrator diecezji Pawia – kardynał diakon Ss. Vito e Modesto, zm. 27 maja 1505